# Wirich Philipp von Daun
Wirich Philipp Lorenz von und zu Daun, príncipe de Thiano (Viena, 19 de octubre de 1669 - ibid., 30 de julio de 1741), fue un militar austríaco, mariscal de campo destacado durante la guerra de sucesión española, padre de Leopold Joseph von Daun.

## Biografía
Hijo del mariscal de campo austríaco Wilhelm von Daun, Wirich estuvo bajo las órdenes del príncipe Eugenio de Saboya en la guerra de sucesión española: durante el asedio de Turín (1706), Wirich alcanzó su mayor gloria manteniendo el control de la ciudadela y de la misma ciudad frente a los ataques franco-españoles del 17 de junio al 7 de septiembre, cuando Turín fue liberada.
Conquistó Gaeta tras asedio el 30 de septiembre de 1707, siendo nombrado virrey de Nápoles en 1713.
En 1724, tras la salida de Eugenio de Saboya, fue también gobernador de los Países Bajos Austríacos. De 1728 a 1733 fue gobernador del Ducado de Milán.
Fue padre de Leopold Joseph von Daun, conde de Daun y también mariscal de campo imperial.
- Datos: Q385148
- Multimedia: Wirich Philipp von Daun / Q385148